# Sascha Schneider
 (juillet 2024).
Si vous disposez d'ouvrages ou d'articles de référence ou si vous connaissez des sites web de qualité traitant du thème abordé ici, merci de compléter l'article en donnant les références utiles à sa vérifiabilité et en les liant à la section « Notes et références ».
Ne pas confondre avec Alexander Schneider, dit Sasha Schneider, violoniste
Sascha Schneider, pseudonyme de Rudolph Karl Alexander Schneider, né le 21 septembre 1870 à Saint-Pétersbourg et mort le 18 août 1927 à Swinemünde, est un peintre, illustrateur et sculpteur et allemand.
Il est surtout connu comme illustrateur des livres de Karl May.

## Biographie
Sascha Schneider naît et passe son enfance à Saint-Pétersbourg. Il est fils d'un propriétaire d'une imprimerie et rédacteur allemand, cofondateur du mensuel Schweizer Graphische Mitteilungen et d'une mère dont la famille est d'origine danoise. La famille déménage à Zurich en 1881, puis après la mort du père, à Dresde, où habite la sœur de Mme Schneider. Il y fréquente le célèbre lycée Sainte-Croix de Dresde, un des établissements d'enseignement protestants parmi les plus anciens d'Allemagne.
Sascha Schneider entre en 1888 à l'Académie des beaux-arts de Dresde. Il ouvre un atelier avec un collègue, Richard Müller, en 1893 et y organise des expositions à partir de 1894. Il s'installe dans son propre atelier à Meissen en 1900, et peint une fresque pour l'église Saint-Jean du faubourg de Cölln. De 1900 à 1904, sa mère veuve et sa sœur encore célibataire lui tiennent son ménage.

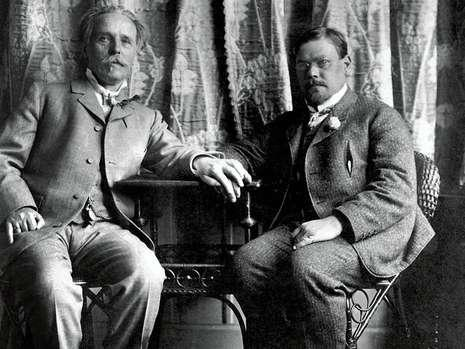
Karl May et Sascha Schneider en 1904, photographie anonyme.

Il fait la connaissance de Karl May au printemps 1903 au vernissage de la galerie d'Emil Richter, où Schneider expose une toile monumentale Um die Wahrheit, en compagnie de Robert Sterl et de Wilhelm Claudius. Après avoir peint plusieurs fresques à Leipzig, il reçoit de Karl May la commande d'une fresque Le Chodem en octobre 1903, pour le salon de sa villa à Radebeul. Six mois plus tard, il compose les couvertures des récits de voyage de Karl May publiés chez Friedrich Ernst Fehsenfeld, dans le style symboliste, puis Karl May lui commande celles de Durch die Wüste, Durchs wilde Kurdistan, Am Rio de la Plata, etc.
En 1904, Schneider est nommé professeur à l'École grand-ducale des beaux-arts de Weimar, grâce à Max Klinger. Il se fait construire un grand atelier, où il peint et sculpte également un grand nombre de sculptures monumentales masculines. Il se lie d'amitié avec le peintre Hellmuth Jahn à cette époque, puis il voyage en Italie, où il fait la connaissance de l'artiste allemand Robert Spies (1886-1914). Les deux hommes entreprennent ensuite un voyage dans le Caucase. Il revient ensuite six mois à Leipzig, puis s'installe à Florence, jusqu'au déclenchement de la Première Guerre mondiale. Il devient ami avec le peintre Daniel Stepanoff (1882-1937).
De retour à Leipzig, il s'installe à Hellerau à côté de la ville. Il est l'auteur de la sculpture de sépulture de son ami peintre Oskar Zwintscher, enterré au cimetière de Loschwitz. Il fonde avec un officier et un maître de sport, Walter Fietz, un institut de musculation nommé Kraft-Kunst, qui ouvre le 1er juin 1919 et où certains de ses modèles peuvent s'entraîner. Après un an, il y a 150 élèves payants. On ouvre une section féminine en 1922, mais déjà Schneider ne s'y intéresse plus. L'institut demeure jusqu'en 1935.
Sascha Schneider souffrait de diabetes mellitus et pendant qu'il était en bateau au large de Swinemünde en 1927, il veut étancher sa soif ; mais il prend par erreur du détachant et tombe dans le coma. Il meurt peu après et il est inhumé au cimetière de Loschwitz.
Une exposition est organisée en son hommage en 1928[Où ?].

Dessins de Sascha Schneider
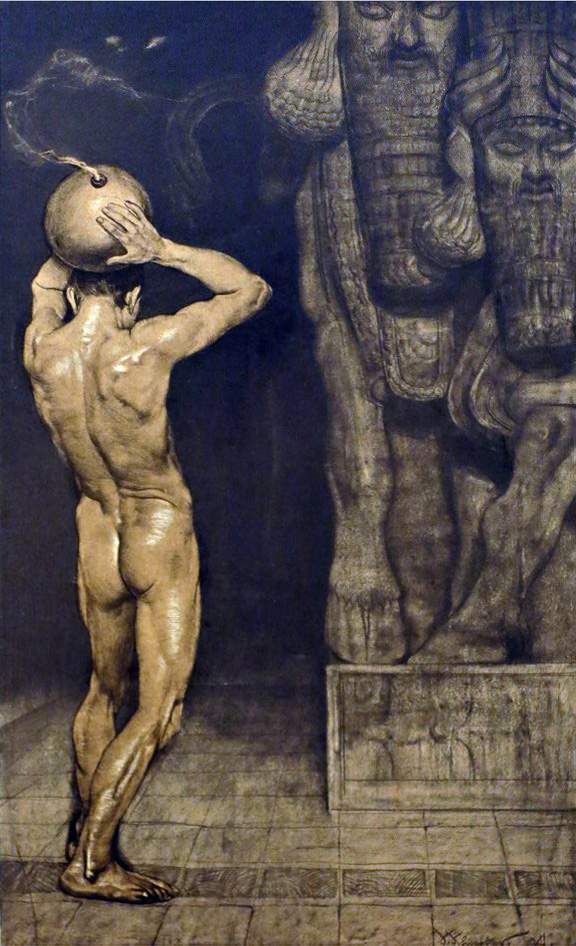
L'Anarchiste (1894)[6],[7], localisation inconnue.
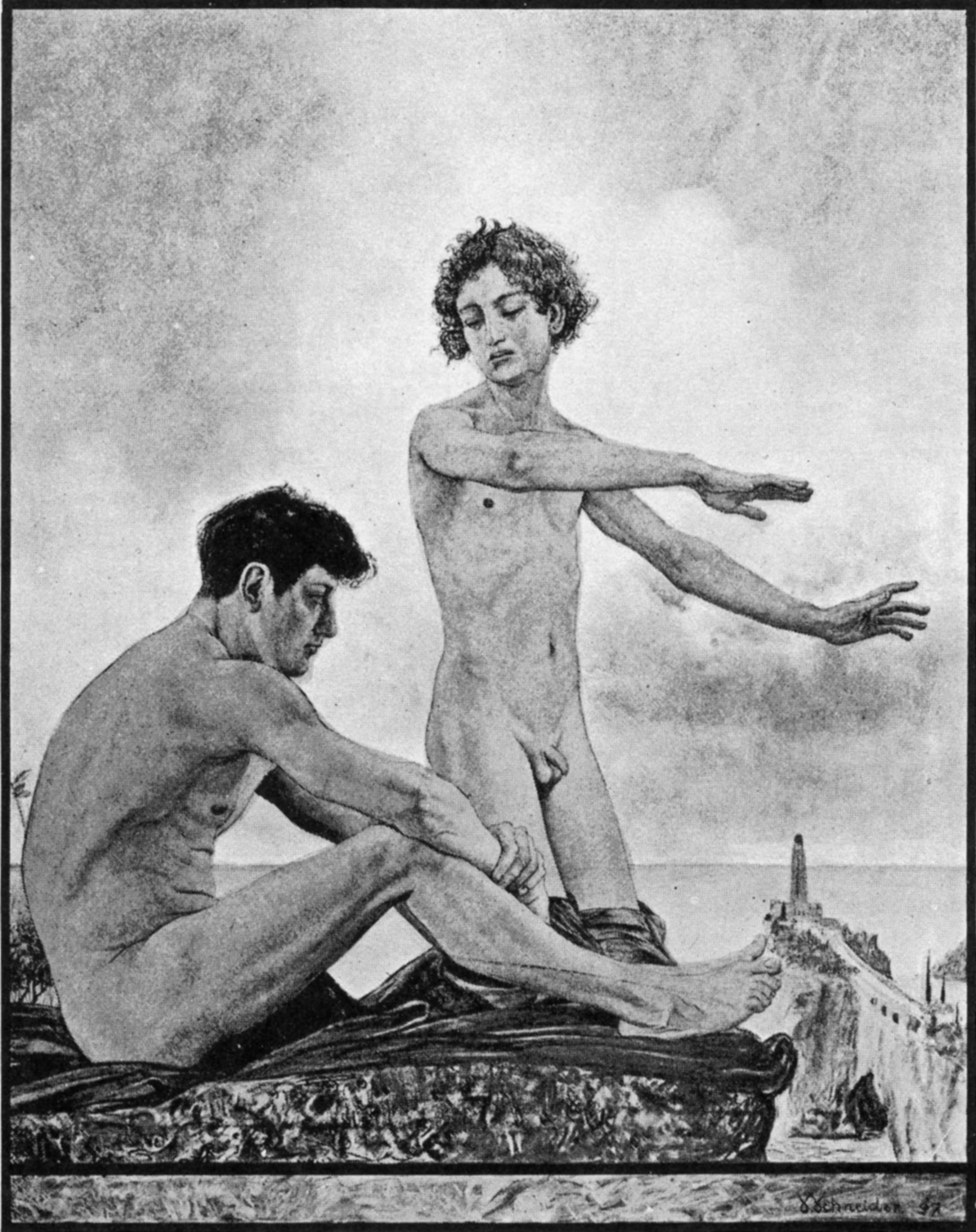
Illustration de Der Eigene (Le Solitaire) dans : Aube[pas clair] (1897).
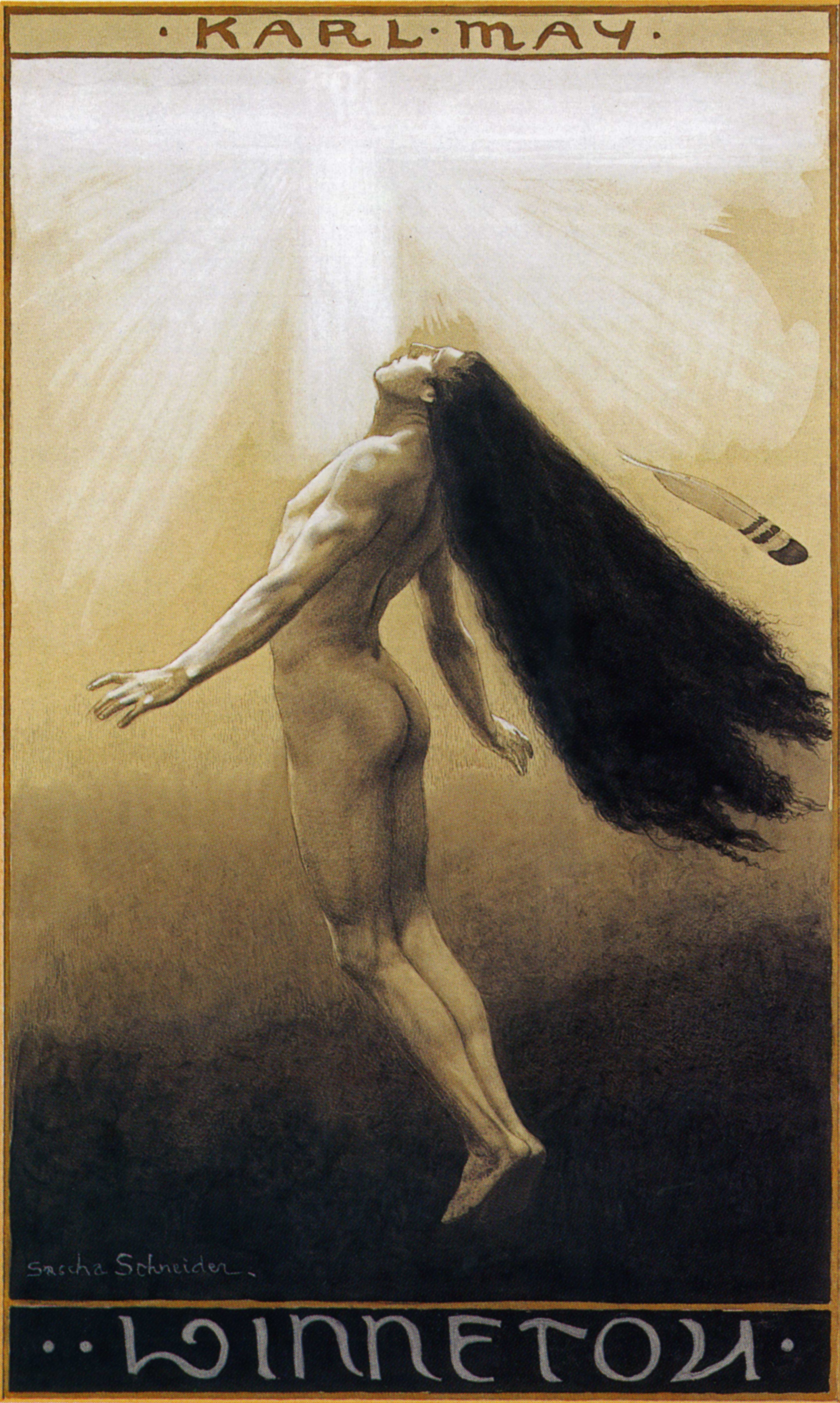
Couverture du 3e Winnetou, ou La Mort de Winnetou (1904).
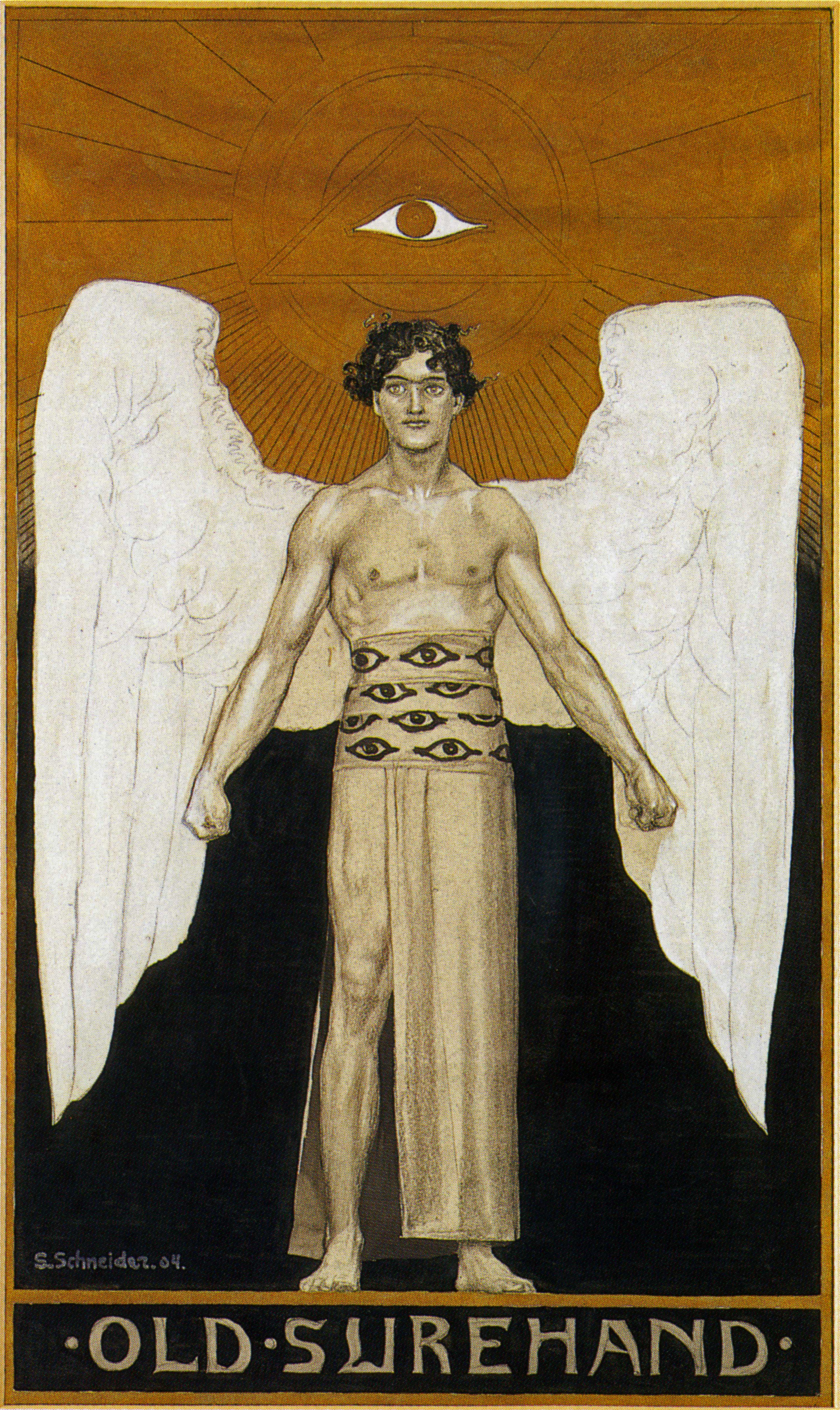
Couverture de Old Surehand (1904).
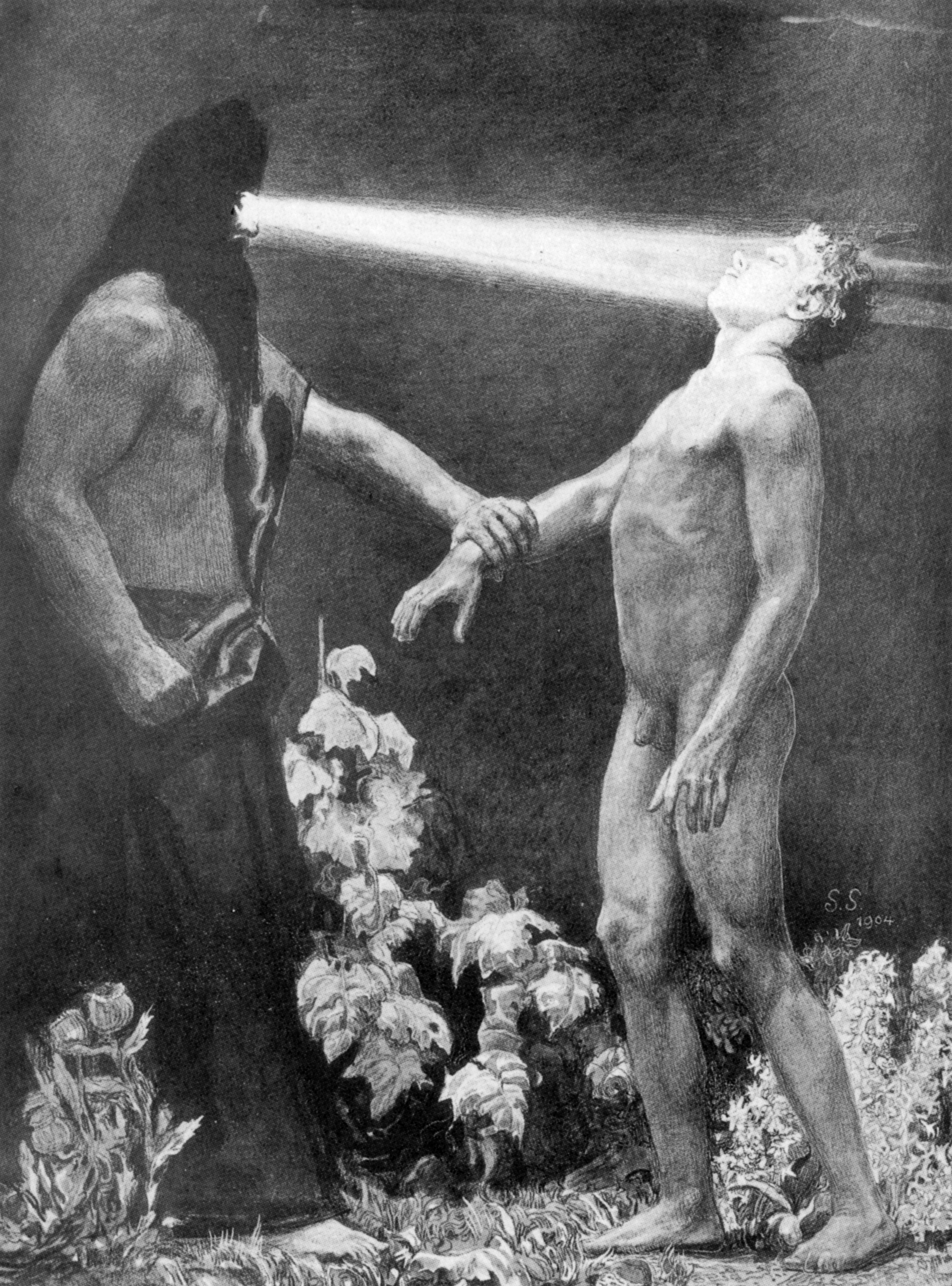
Hypnose (1904).
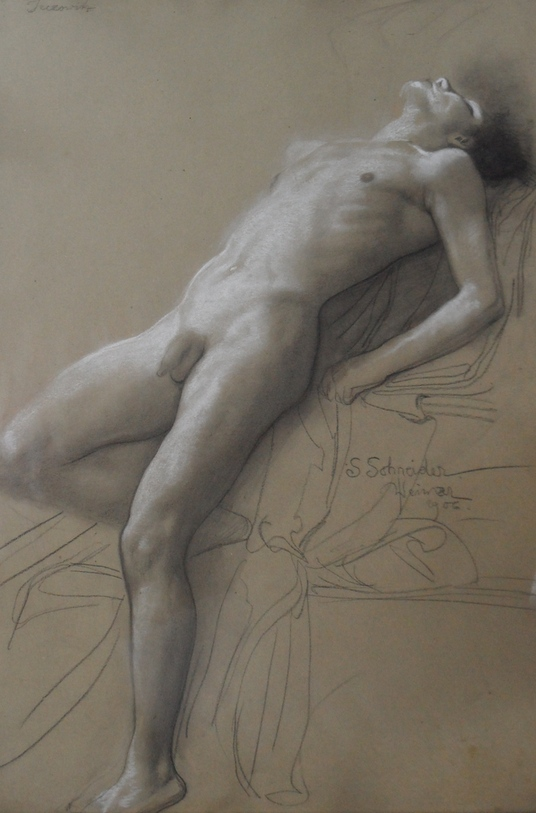
Satyre nu (1906), localisation inconnue.
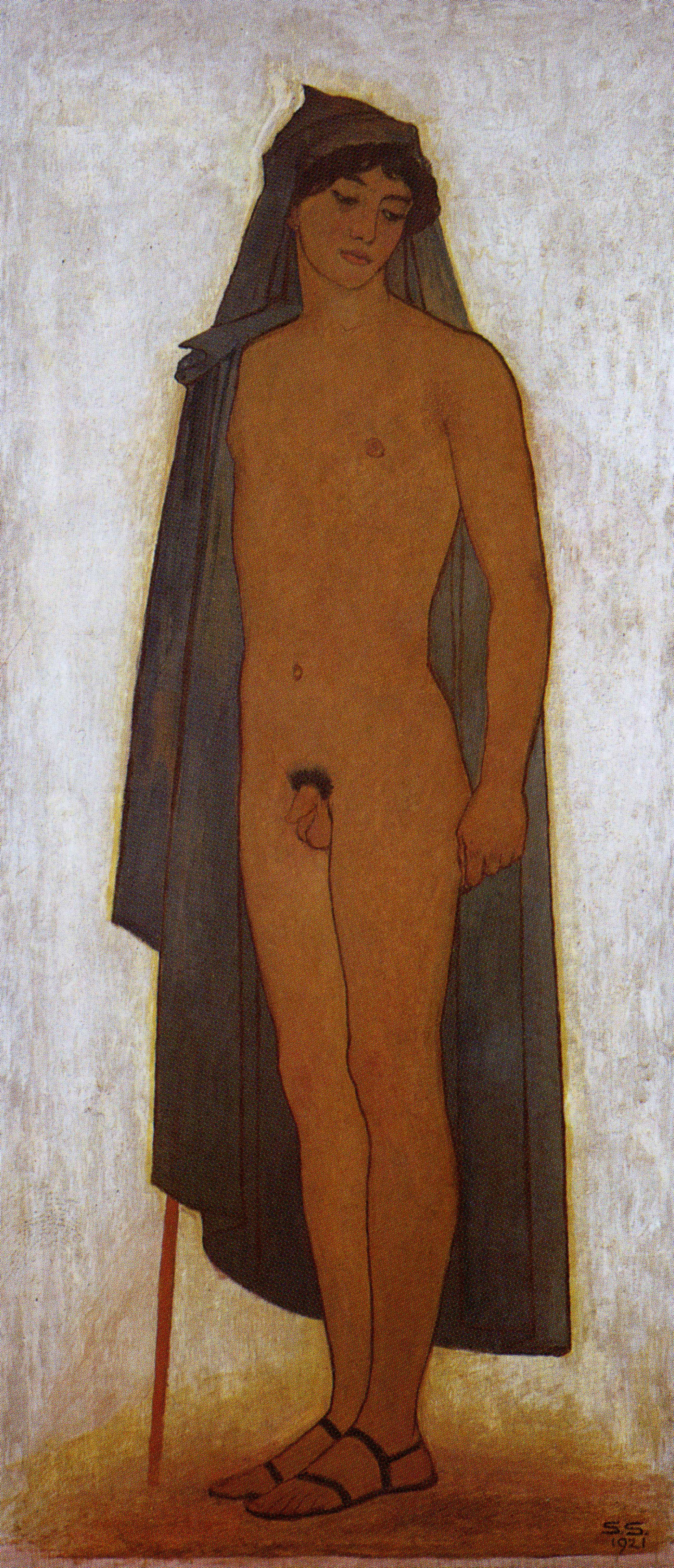
Adolescent en manteau bleu (1921), localisation inconnue.

Sculptures de Sascha Schneider
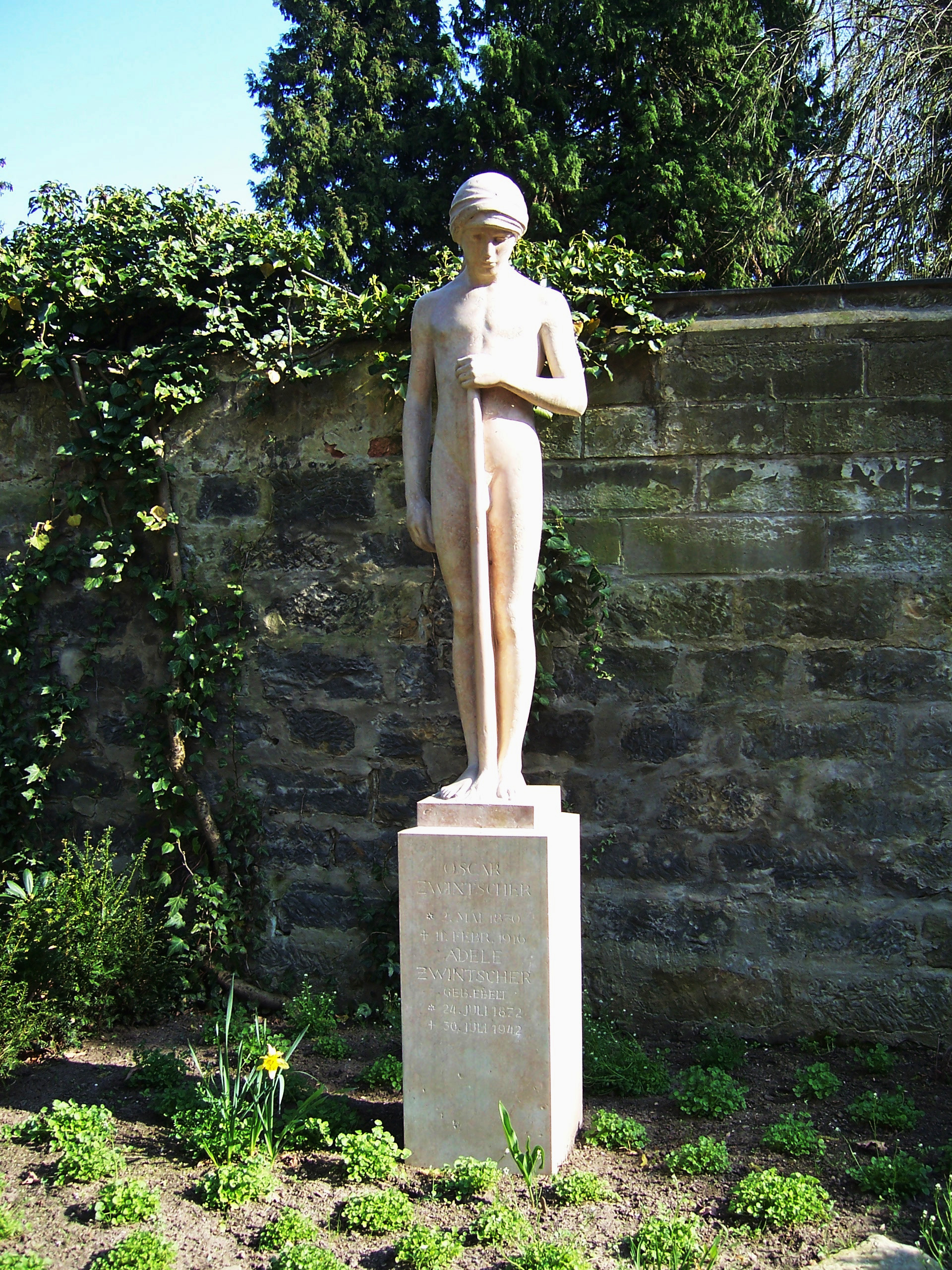
Tombe d'Oskar Zwintscher, Dresde, cimetière de Loschwitz.
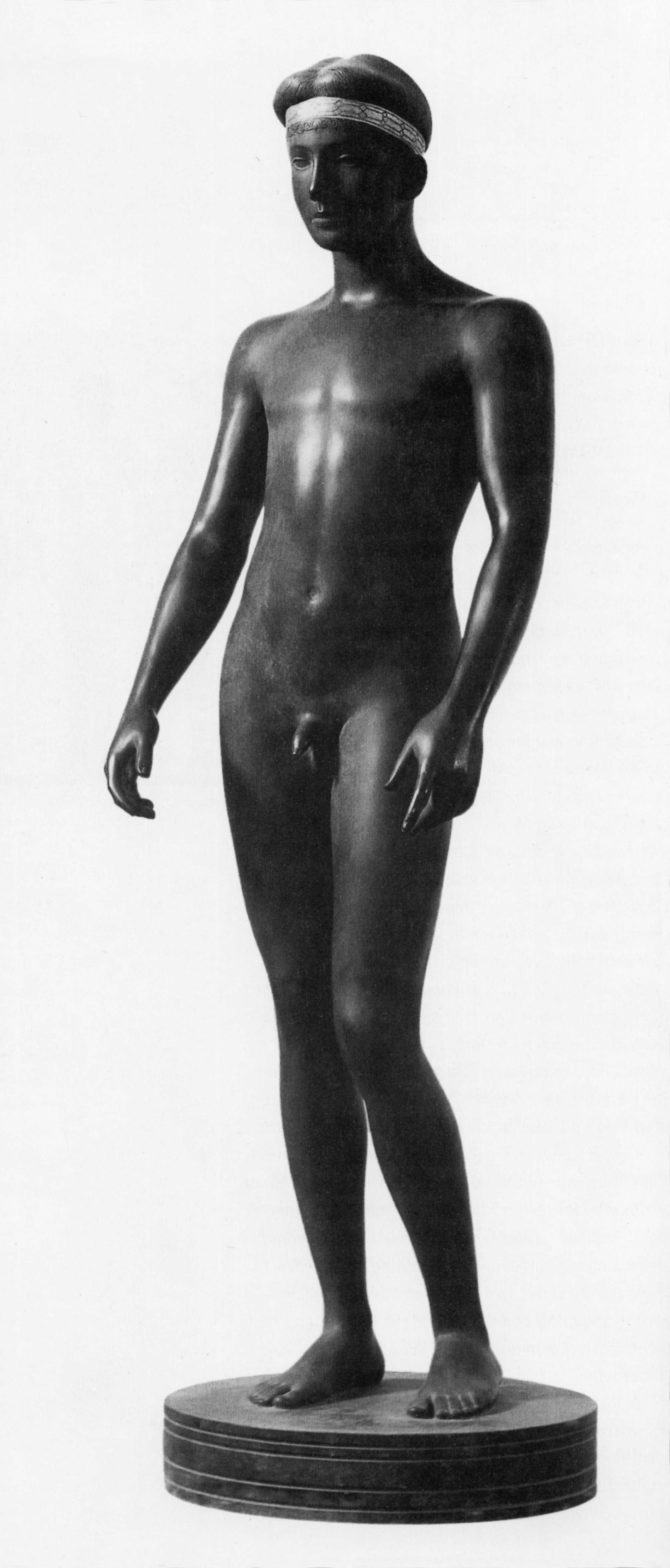
Idolino (1911), Collections nationales de Dresde.
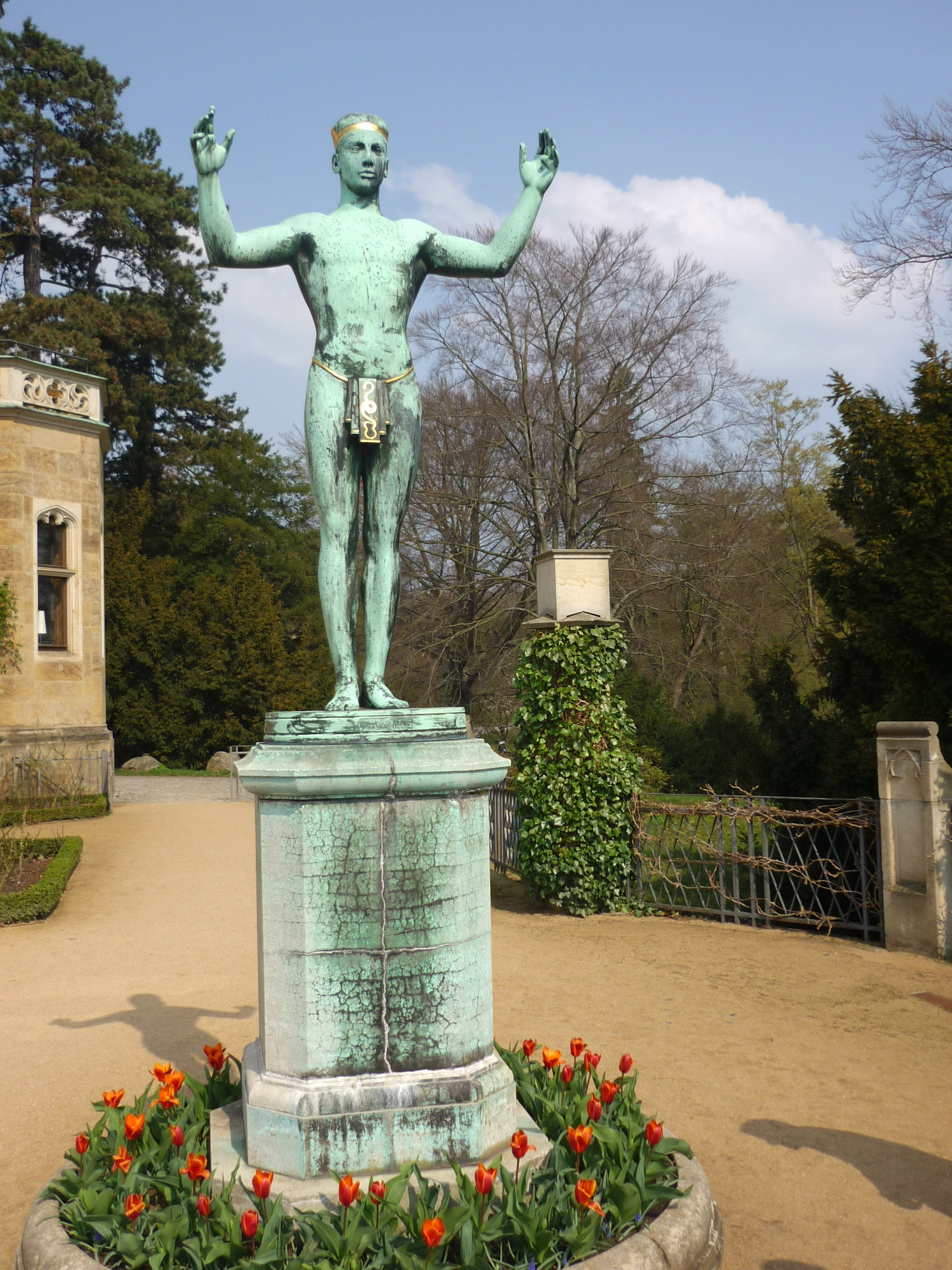
Adorateur du soleil, Dresde, Schloss Eckberg (de).